# Misumenops temibilis
Misumenops temibilis es una especie de araña cangrejo del género Misumenops, familia Thomisidae. Fue descrita científicamente por Holmberg en 1876.

## Distribución
Esta especie se encuentra en Chile y Argentina.